# ネセシティ砦の戦い
ネセシティ砦の戦い(Battle of Fort Necessity)、またはグレイトメドウズの戦いは、1754年の7月3日に、現在のペンシルベニア州ファイェット郡ファーミントンの、山の頂上にある集落で行われた戦いである。これはフレンチ・インディアン戦争の端緒となる戦いの一つであり、ジョージ・ワシントンにとって唯一の降伏であり、同年5月28日のジュモンヴィルグレンの戦いと並んで、七年戦争が軍事的拡張を遂げる一因となった。
ワシントンは、アレゲニー山脈を通る峠の、頂上の西にあるアルパイン・メドウにネセシティ砦を建てた。近くを通る他の峠道は、アレゲニー・プラトーの比較的低い土地に沿って、ペンシルベニア州コンフルエンス、そして、ペンシルベニア州ユニオンタウンに端を発するネマコリンズトレイルの西、そして、ファイエット郡の他の地域に通じていた。

## 歴史的背景

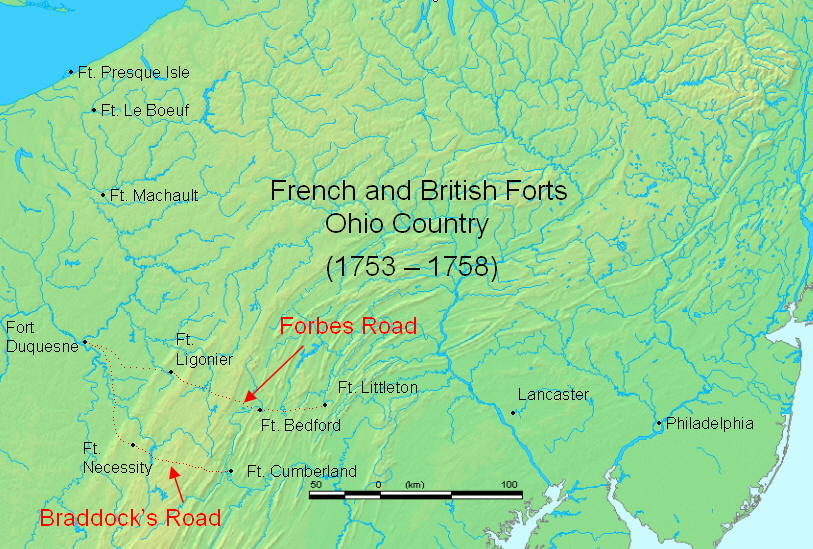
1753年から1758年にかけての、オハイオカントリーにおける英仏両国の砦

1740年代から1750年代の始めにかけて、イギリスとフランスの交易者は、以前にも増してオハイオカントリーを訪れるようになった。このオハイオカントリーには、オハイオ川上流の連水経路（現在のペンシルベニア西部）も含まれていた。ヌーベルフランス当局は、イギリス人交易者や入植者を追い出すためにより攻撃的になり、1753年には、一連の砦建設をこの地において始めた。その前のジョージ王戦争で、フランス系カナダ人は、イギリスの入植に対して、恨み以上の感情を抱いていた。
フランスの砦建設は、イギリスのみならず、地元のインディアン諸族の注意をも喚起した。フランスとインディアンは同盟関係を結んでいたが、イギリス人交易者は、フランス系カナダ人よりも、自分たちとの取引を優先するよう、インディアンを説得して成功しており、フランスが計画していた大規模な進軍は、好意的に受け止められなかった。その理由として、フランスの交易者たちは、既にアングロアメリカの交易者たちがインディアンに売りつけたのと同じものを、しかもほぼ同じ値段で売りつけたことが挙げられる。これはきわめて難しいことであり、1、2名のモントリオールの交易者を除いて、ヌーベルフランスの商人は、オハイオカントリーで商売をするのをかなり渋った 。特に、ハーフ・キングとして知られるミンゴ族族長のタナチャリゾンは、次のようないきさつから、反フランスの立場を取った。伝えられるところによると、ヌーベルフランスの砦建設隊の指揮官である、ポール・マリン・ド・ラ・マルグとの会合で、ラ・マルグは、機嫌を損じて、タナチャリゾンにこう怒鳴った。「お前に言っておく、もし俺が川を下って行って、そこが封鎖されでもしていたら、その封鎖を爆破して、俺に逆らう奴を踏みにじってやる。お前のたわ言など俺にはまっぴらだ」 そしてド・ラ・マルグは、タナチャリゾンが友好のしるしとして贈ったウォムパムを投げ捨てた。その後ほどなくしてラ・マルグは死に、砦建設の指揮は、ジャック・レガルデュール・ド・サンピエールに引き継がれた。
ヴァージニア植民地民兵大佐であるジョージ・ワシントンは、総督ロバート・ディンウィディーに、オハイオテリトリー（ヴァージニアを含むいくつかのイギリス植民地）のルブッフ砦まで召喚状を渡すべく派遣され、ウィリアムズバーグを発った。ルブッフ砦にはサンピエールがいて、上官命令でここにいると丁重にワシントンに告げた。しかし、この召喚状の宛先は、ヌーベルフランスにいるサンピエールの上官でなければならなかった。

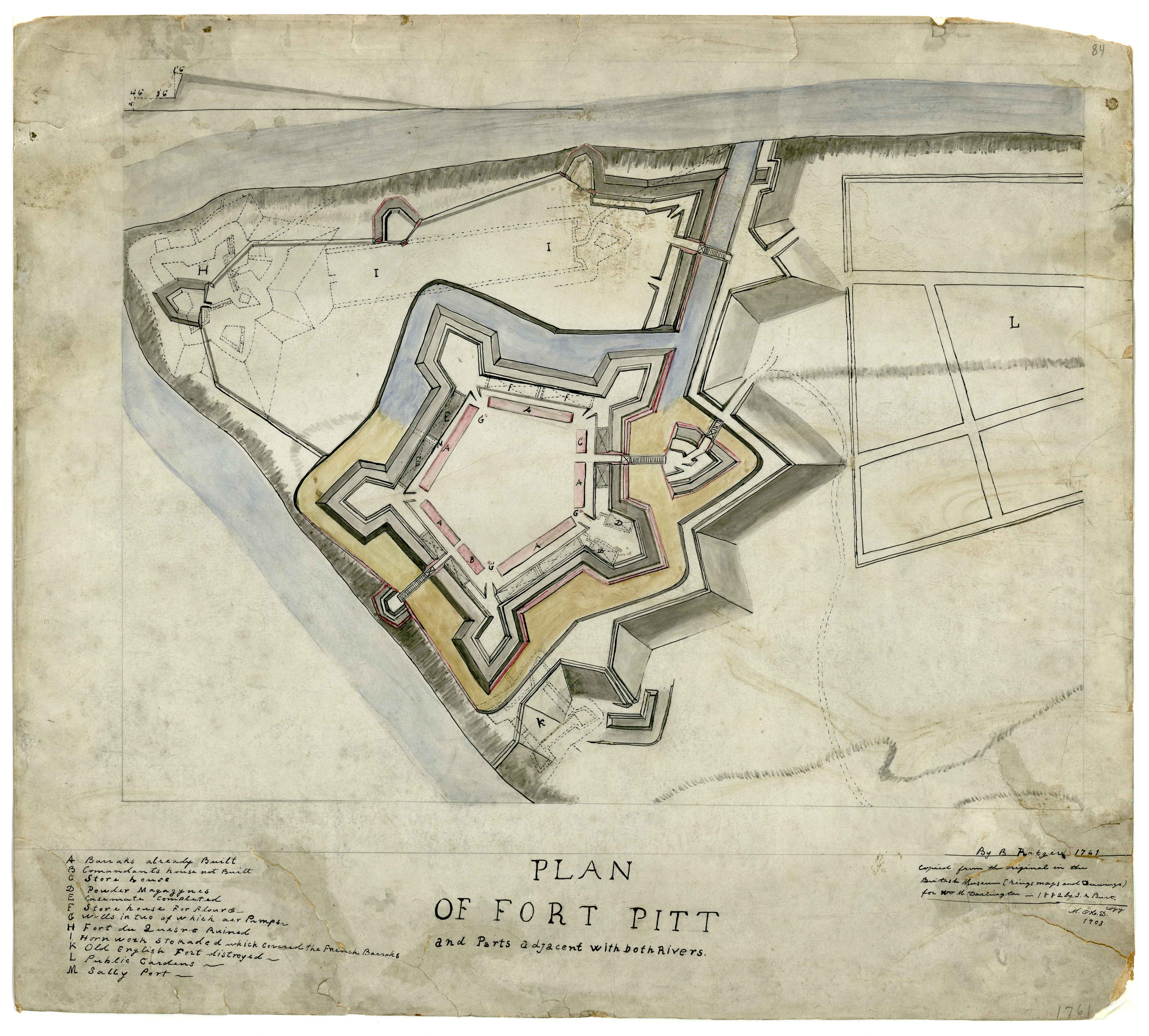
1761年当時のピット砦（デュケーヌ砦）の図

ワシントンはウィリアムズバーグに戻って、ディンウィディーに、フランスが立ち退きを拒否したと伝えた。ディンウィディーはワシントンに、民兵を召集して、オハイオ分岐点（ピッツバーグ）を守るように言った。このオハイオ分岐点は、ワシントン自身が砦を築くにふさわしい場所であることを認めていた。ディンウィディーはまた、オハイオカンパニーの従業員であるウィリアム・トレントに委任状を出した。それには、小隊を召集して、直ちにオハイオの砦の建設に取り掛かるように書かれていた。ディンウィディーはこれらの命令を自分の権限によってのみ行い、ことが起こるまで、立法府下院に、資金の提供を諮ることすらしなかった。トレントのオハイオカンパニーは、砦建設の予定地に1754年2月に到着し、タナチャリゾンとミンゴ族の援助を得て、倉庫と貯蔵庫の建設に取り掛かった 。それへの対抗策として、フランス系カナダ人たちは、クロード＝ピエール・ペコーディ・ド・コントルクール率いる、500人規模の、カナダ人、フランス人、そしてインディアンの部隊を送り込んだ。（噂では、トレントの部隊は千人にも及ぶ規模だったと言われる）4月16日、ヌーベルフランスの軍はオハイオの建設地に着いた。翌日、ヴァージニア兵36人が、不在のトレントに代わって、海軍少尉のエドワード・ウォードに率いられてフランス軍を訪問し、その場を立ち退くことに合意した。彼らはイギリス軍の砦を取り壊し、自分たちの砦を建てて、デュケーヌ砦と名付けた。

## 前哨戦
1754年3月、ディンウィディーはワシントンに命令を与えて再度オハイオに派遣した、その命令とは次のようなものであった。「防御を中心に活動しろ、しかし、砦の建設を邪魔したり、和解を阻止しようと企む者があれば、それが如何なる者であれ、手向かう者たちを押しとどめるように。もし相手が抵抗して、我が軍のものを堡領にしようとした場合には、彼らを殺し、壊滅させるように」歴史家のフレッド・アンダーソンは、ディンウィディーの命令は、イギリス本国政府の理解も指示も得ることなしに、行われたとしている。ワシントンはオハイオまでの道中、集められるだけの物資と志願兵を集めるように言われ、4月2日にオハイオに就いた時には、1867人の志願兵を率いていた 。
コントルクールは、自軍の兵が扇動されでもしない限り攻撃はしてはいけないとの命を受けていた。5月23日、コントルクールはジョゼフ・クーロンと35人の兵に、ワシントンがフランス領内に入ったかどうかを見届けるため偵察にやり、部隊にフランス領から撤退させるための召喚状を持たせた。この召喚状は、その4か月前に、ワシントンがオハイオでフランスの部隊に渡したものと、本質的には同じだった 。ただ、ジュモンヴィルの部隊にはフランス海兵隊、民兵、そしてインディアンが加わっており、その点が異なっていた。
辺境の森林の中を行軍している間、ワシントンは、ウィンチェスターで会った他の連隊からの数人の兵を受け入れ、またこの時、大尉のトレントにより、フランス軍がジュモンヴィルへと進軍していることを知らされた。トレントはタナチャリゾンと行動を共にしており、タナチャリゾンは、イギリス軍の支援を約束していた。タナチャリゾンの支援を受け続けるためにも、ワシントンは引き返すまいと決意し、その代わり、分岐点の37キロ南に砦を建設して、次の指示を待つことにした。

### ジュモンヴィルグレン

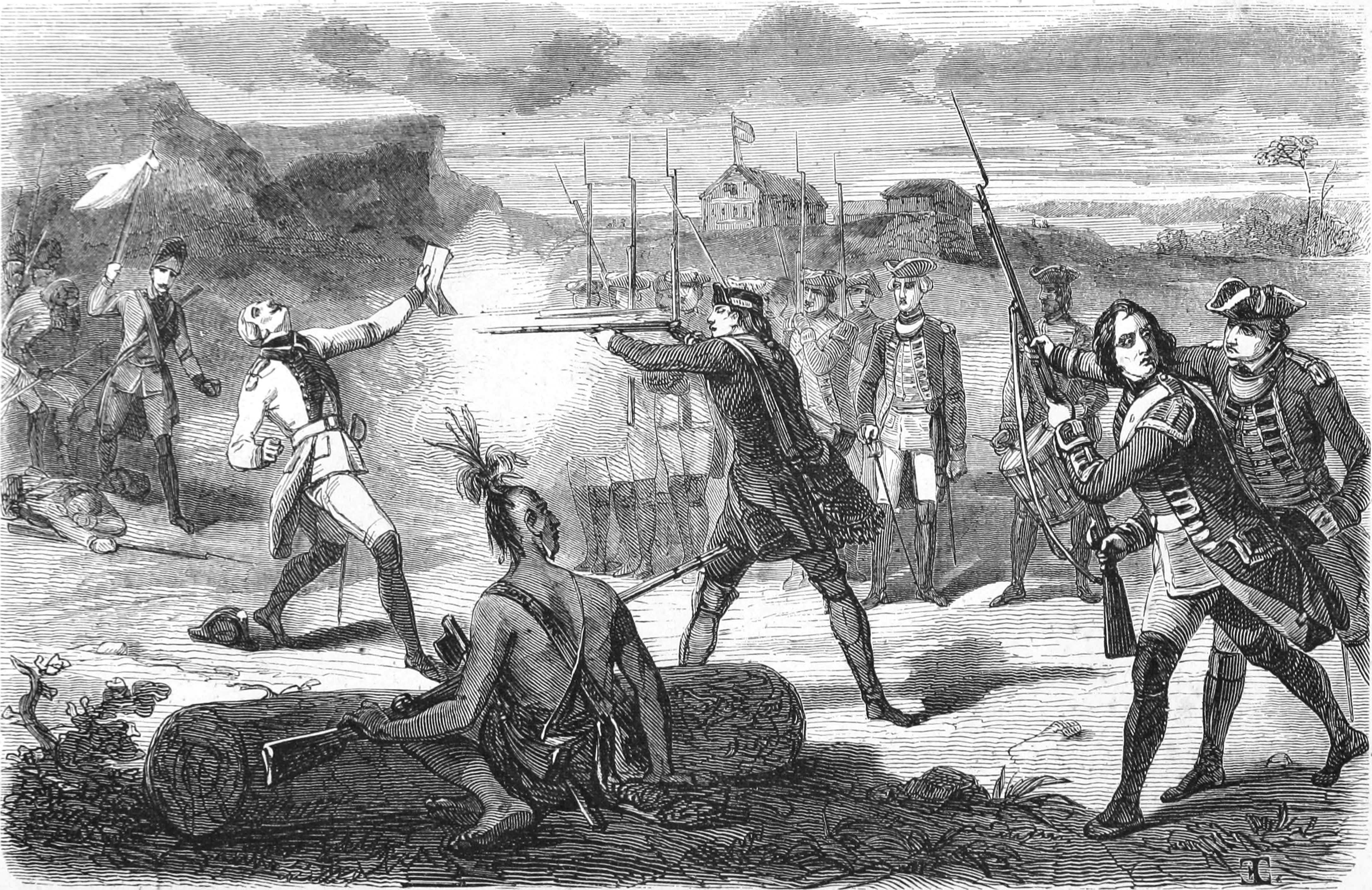
ジュモンヴィルの殺害

27日、クリストファー・ギストがワシントンの野営地に着き、自分が住む小屋にフランスの50人部隊が来て、牛を殺し、家の中のものを全部壊すと脅かしたと話した。ワシントンは対抗策として、大尉のホッグと75人の兵にそのフランス人部隊を追跡させた。しかし、ホッグが発ったそのすぐ後に、ワシントンは若いインディアンたちを呼び集め、フランス軍がタナチャリゾンを暗殺に来ていると伝え、インディアンたちもまたフランス部隊を追跡に向かった。その夜、ワシントンの元に、タナチャリゾンから、フランス軍の野営地を見つけたと言う知らせが届いた。ワシントンは、自らフランスへの攻撃を行うことを決意し、40人の兵を連れ、翌朝、12人のインディアンの兵士を連れたタナチャリゾンと会い、フランスの野営地を攻撃することで合意した。ワシントンはフランス兵を待ち伏せして、10人から12人を殺し、2人を負傷させて21人を捕囚した。戦死した者の中には、ジュモンヴィユもいた。ジュモンヴィユがどのようにして戦死を遂げたのか、はっきりとはわからないが、幾つかの証言によると、タナチャリゾンがジュモンヴィユに冷酷な処刑を行ったと言われる。タナチャリソンは斧でジュモンヴィユの頭をたたき割り、脳で自分の手を清めた 。あるインディアンからコントルクールに伝えられた証言では、ジュモンヴィユは、召喚状が読み上げられている間に、イギリス軍の兵士により射殺されたとなっている。

### ネセシティ砦
ジュモンヴィユから撤退した後、ワシントンはフランスの再度の攻撃を予測した。タナチャリゾンはデラウェア、ショウニーそしてセネカの諸族を説得して、グレイトメドウズでヴァージニア民兵隊に参加するつもりだった。インディアンたちは、150人のヴァージニア兵と共に砦を作り始め、6月3日に完成させた。この砦は、ワシントンによりネセシティ砦と名付けられた。弾薬と物資を入れた小さな兵舎を、円形の砦柵が取り囲んでおり、その砦柵は、樹皮と獣の皮で覆われた丸太を、一本々々垂直に立てたものだった。
6月9日までに、ヴァージニア連隊の残りの兵がグレイトメドウズに到着したが、大佐のフライは落馬して首の骨を折り、死亡していた。ワシントンは大佐の地位を引き継いだ。数日後、ジェームズ・マッケイ率いるイギリス正規兵100人が到着したが、イギリス軍はヴァージニア民兵と野営を張るのではなく、砦の外で自分たちだけで野営した。

### レッドストーンクリーク
ワシントンは、500人ほどのフランス人部隊が、デュケーヌ砦で物資の供給を受けられずにいると耳にして、6月16日に300人のヴァージニア兵をグレイトメドウズから連れ出し、レッドストーン砦（レッドストーンクリーク）の最前線へと続く道を広げさせた。6月18日、ワシントンはタナチャリゾンと会った。タナチャリゾンは、ワシントンの軍を援助するために、他部族の族長を説得したが失敗したと伝え、また、ヴァージニア兵を援助できそうにないとも言った。インディアンの援助を受けられなくなったワシントンの部隊は、攻撃に対してかなり隙ができそうだったが、レッドストーンクリークへの道を広げ続けた。
6月28日、作戦会議の後に、ワシントンはグレイトメドウズへの撤退を命じた。同じ日、600人のフランス部隊と100人のインディアンが、殺されたジュモンヴィユの兄に当たるルイ・クーロン・ド・ヴィリエに率いられてデュケーヌ砦を出発した。フランスとフランス系カナダ人の勢力に先んじるためにも、ヴァージニア部隊は多くの物資を放棄せざるを得なかった。7月1日、彼らはネセシティ砦に着いた。

### ネセシティ砦の防御
ネセシティ砦では、物資を入れていた兵舎は空っぽになり、2日になって降り始めた大雨のわずかな雨よけになっていた。この雨で、ワシントンが命令して掘らせた塹壕は小川と化していた。ワシントンは、フランス軍の正面攻撃からここを守らなければならないことを悟り、また、森林からの距離が100ヤード（約91.4メートル）以下であり、マスケット銃の弾が届く範囲であること、敵がこの砦を包囲した場合、自軍を一人ずつ狙い撃ちにするのが可能であることをも悟った。防御を強化するためにも、ワシントンは命令を出して木を切らせ、その木で臨時の胸壁を作らせた。
イギリス軍の働きで、ヴィリエはネセシティ砦に近づいた。彼が通るその道はヴァージニア兵が作ったものだった。7月3日の早朝、ヴィリエはジュモンヴィルグレンに着いた。頭皮を剥がれたフランス兵の遺体に恐れをなしたヴィリエは、兵たちに早くその遺体を埋葬するように命じた。

## 戦闘

### フランスの攻撃

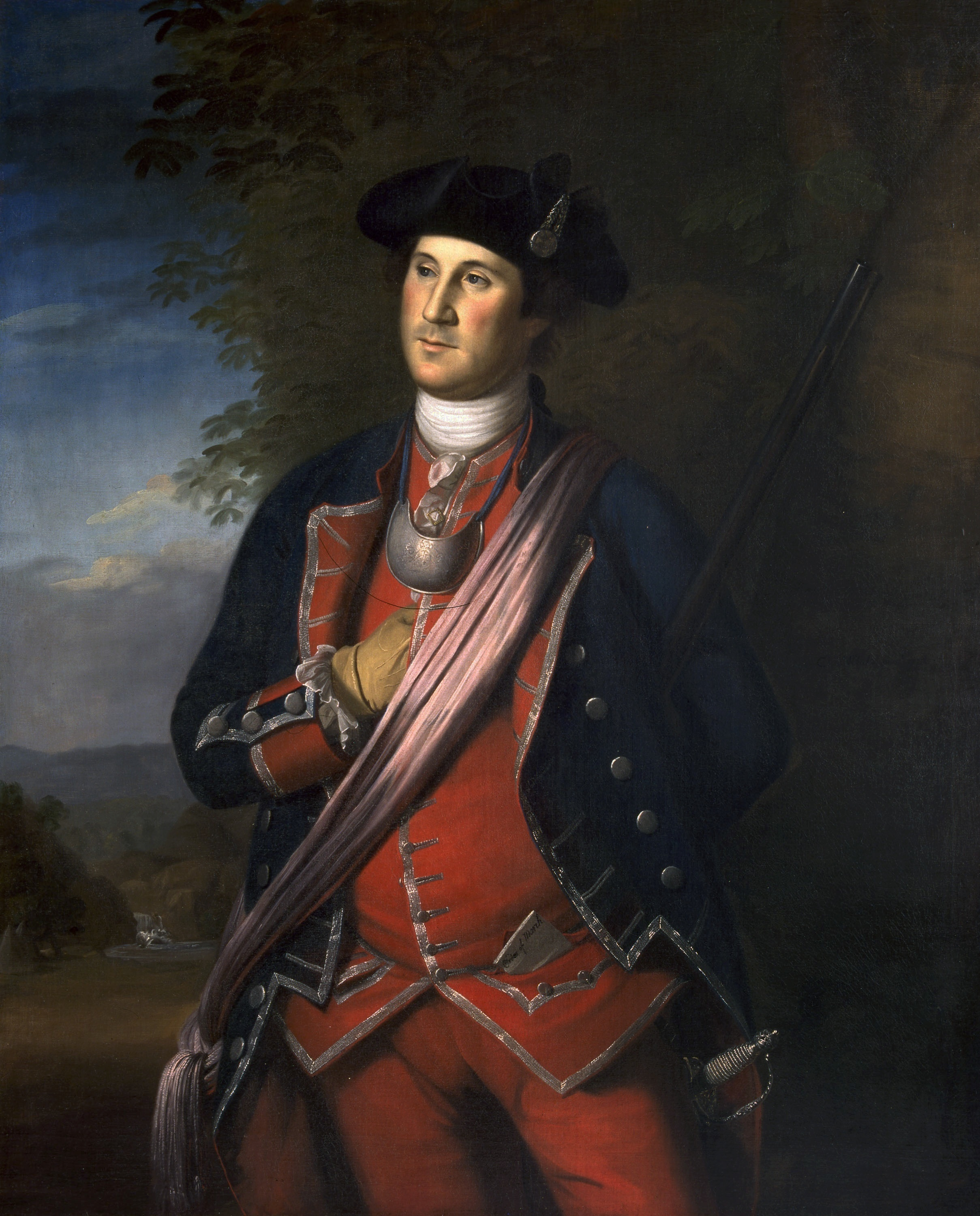
ジョージ・ワシントン（1772年）

3日の午前11時までに、ヴィリエが、ネセシティ砦が見える場所まで近づいてきた。。この時、ヴァージニア民兵隊は泥の中で塹壕を掘っていた。見張りの兵がマスケット銃を発射したのち砦に退却した。フランス系カナダ人とインディアンたちの隊列が砦に向けて坂を下りて来た。しかし、ヴィリエは砦の位置を見間違っており、砦の左側の方へ前進した。ヴィリエは立ち止まって部隊を移動させ、ワシントンは攻撃準備を始めた。
ヴィリエは森林へと部隊を移した、そこから砦はマスケット銃の射程内だった。ワシントンはその場から敵軍をどける必要があることを知っており、全軍に向けて、平原を突っ切って攻撃するように命じた。ヴァージニア軍が来るのを見て、ヴィリエは、インディアンに率いられた兵たちに突撃を命令した。ワシントンは、後退せずに一斉射撃するよう命令を出した。マッケイのイギリス正規兵もワシントンに従い、2台のスウィヴェル砲にも助けられて、近づいてくるインディアンを数人死傷させた。しかし、ヴァージニア兵は、ワシントンや数で大いに勝るイギリス軍正規兵を残して砦へと逃走し、ワシントンも砦への退却を命じた。
ヴィリエは森林の中で軍を再編した。フランスとインディアンの連合軍は、森林の中の開拓地付近で向きを変え、ネセシティ砦に猛射を浴びせた。ワシントンも兵に命じて砲撃を返させたが、高さがあまりにも高く、死傷者は少数にとどまり、スウィヴェル砲はうまく行かなかったも同然だった。ヴァージニア軍にとってさらに悪いことに、午後になって大雨となり、火薬が湿ったために、砲撃を続けられなくなってしまった。

### 交渉
ヴィリエは、イギリスの援軍がいつ到着するのかがわからず、士官に白旗を持たせて交渉にやった。ワシントンは、この士官が砦に近づくのを許可しなかったが、兵と通訳のジェイコブ・ヴァン・ブラームを交渉に向かわせた。交渉が始まったその時、ヴァージニア民兵隊は、ワシントンの意思に背いて、砦に貯蔵してあった酒に手をつけ始めた。ヴィリエはヴァン・ブラームに、自分が望むことは、この砦の降伏であり、ヴァージニアの民兵隊が早く地元に戻ることであると述べた。しかし、ヴィリエはこうも警告した。もし降伏しなければ、インディアンたちがこの砦を襲って、駐屯兵すべての頭皮を剥ぐであろう 。

### 降伏
ヴァン・ブラームはヴィリエの言葉をワシントンに伝え、ワシントンも基本の部分では同意した。この時、ヴィリエの側近の一人は、ヴィリエの降伏条件を書き記してそれをヴァンブラームに渡し、それをワシントンが見た。ワシントンはフランス語が分からず、ヴァンブラームが英語に訳し、その訳文ではジュモンヴィユは「暗殺された」ことになっていた。しかし、恐らくヴァンブラームは、この暗殺という言葉を飛ばしたと思われる。さもなくば、ワシントンが、恐らくはヴィリエにこれを戻して、その言葉を削除するように依頼したかである。ともかくワシントンとマッケイは降伏文書に署名した。

## ヴァージニアへの帰還

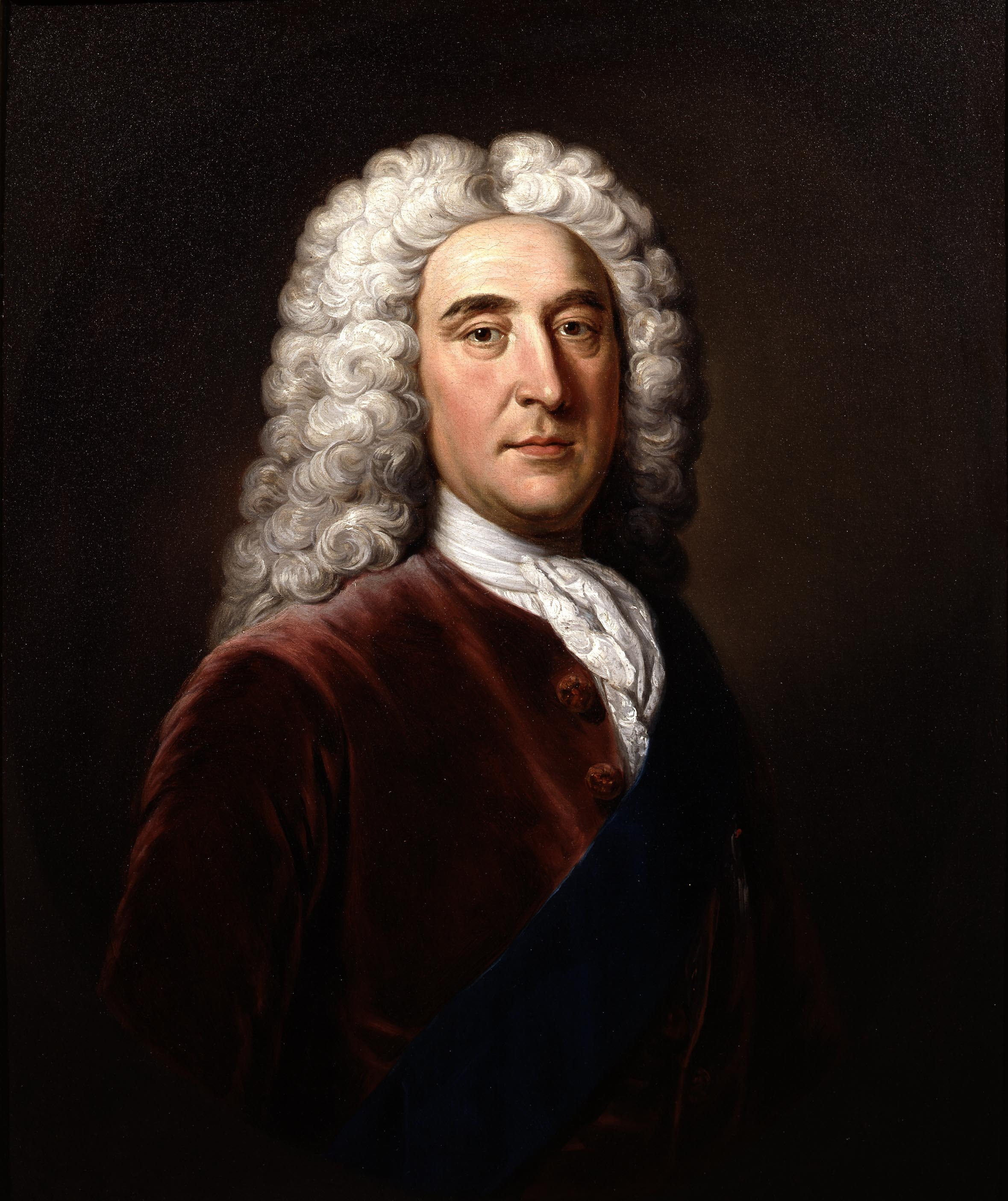
初代ニューカッスル公爵トマス・ペラム＝ホールズ

7月4日、ワシントンとヴァージニア軍はネセシティ砦を放棄した 。彼らは太鼓を鳴らし、旗を翻して砦を後にしたが、インディアンとフランスの部隊は、その途中で彼らから略奪を働いたが、略奪を止めさせることで大虐殺に発展するのを恐れたワシントンは、彼らのなすがままにさせておいた。翌5日までインディアンたちは略奪を繰り返し、7月半ばになって、ワシントンの一行はヴァージニア東部に戻った。17日、ワシントンはディンウィディーに戦闘についての報告書を提出した。ワシントンは譴責を覚悟したが、立法府からは感謝決議を受け、ディンウィディーは、ワシントンにではなく、他の植民地が物資をあまりよこさなかったこと、支援を断ったことを非難した。

## その後の英仏抗争

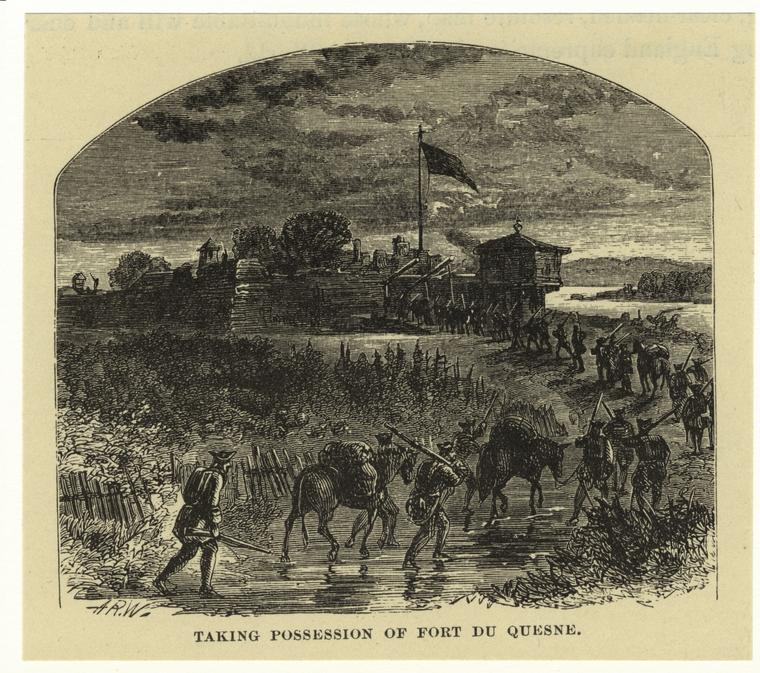
デュケーヌ砦に入るイギリス軍

この年の8月に2つの戦闘の知らせがイギリスに伝わり、トマス・ペラム＝ホールズ政権は、数か月の交渉の後、翌年に、フランス追放のための軍を派遣することを決定した。少将エドワード・ブラドックがその軍を率いた。ブラドックの遠征は惨事に終わり、1758年までフランスはデュケーヌ砦を支配下に置いたが、最終的にはジョン・フォーブスに、この砦を攻略された。
ブラドックが北アメリカに向けて出発するその前に、イギリス軍の計画がフランスにかなり漏れており、フランス国王ルイ15世は、敵軍よりも大きな部隊をヌーベルフランスに派遣していた。フランス軍は、モノンガヘラの戦いには間に合わなかったものの、その後の何年かに渡るフランスの対イギリス勝利に貢献した。イギリスは第二次攻撃として、提督のエドワード・ボスカーウェンに、1755年6月8日の海戦でフランス艦アルシドを攻撃させ、アルシドと他の2艦を拿捕した。この艦隊には、フランス兵の多くが乗艦していた。1756年春に、英仏両国の宣戦布告が行われ、七年戦争が正式に開幕し、以来、陸海共に北アメリカでの軍事行動は激しさを増した。